# ماركو هالر (لاعب كرة قدم)
ماركو هالر (بالألمانية: Marco Haller)‏ هو لاعب كرة قدم ألماني، ولد في 30 يونيو 1984 في أوتينغن إن بايرن في ألمانيا. شارك مع منتخب ألمانيا تحت 20 سنة لكرة القدم. أما مع النوادي، فقد لعب مع نادي آلن ونادي آوغسبورغ ويان ريغينسبورغ.

## وصلات خارجية
- ماركو هالر على موقع قاعدة بيانات كرة القدم.إي يو (الإنجليزية)
- ماركو هالر على موقع بيانات كرة القدم. دي إي (الألمانية)
- ماركو هالر على موقع عالم كرة القدم.نت (الإنجليزية)